# 孙辅世
孙辅世（1901年10月9日—2004年12月6日），江苏无锡人，中国水利学家。

## 生平
孙辅世于1923年毕业于北洋大学土木系，后赴美国留学。1926年获康奈尔大学硕士学位。同年回国，曾历任建设委员会水利处秘书主任，太湖流域水利委员会常务委员、秘书长兼技术长，建设委员会灌溉管理局局长。1935年起，先后出任扬子江水利委员会总工程师、代理委员长，长江水利工程总局局长。他还是中国水利工程学会的创始人之一，曾出任学会副会长。
中华人民共和国成立后，孙辅世担任过华东财经委员会专员，水利电力部科学技术委员会委员、顾问，水利部计划司顾问等职。2001年获中国水利学会功勋奖。2004年12月逝世，享年103岁。